# Grignon (Savoia)
Grignon és un municipi francès situat al departament de la Savoia i a la regió d'Alvèrnia-Roine-Alps. L'any 2007 tenia 1.960 habitants.

## Demografia

### Població
El 2007 la població de fet de Grignon era de 1.960 persones. Hi havia 757 famílies de les quals 171 eren unipersonals (69 homes vivint sols i 102 dones vivint soles), 244 parelles sense fills, 289 parelles amb fills i 53 famílies monoparentals amb fills.
La població ha evolucionat segons el següent gràfic:
Habitants censats

### Habitatges
El 2007 hi havia 831 habitatges, 770 eren l'habitatge principal de la família, 24 eren segones residències i 38 estaven desocupats. 693 eren cases i 137 eren apartaments. Dels 770 habitatges principals, 607 estaven ocupats pels seus propietaris, 138 estaven llogats i ocupats pels llogaters i 24 estaven cedits a títol gratuït; 6 tenien una cambra, 26 en tenien dues, 103 en tenien tres, 240 en tenien quatre i 394 en tenien cinc o més. 707 habitatges disposaven pel capbaix d'una plaça de pàrquing. A 331 habitatges hi havia un automòbil i a 387 n'hi havia dos o més.

### Piràmide de població
La piràmide de població per edats i sexe el 2009 era:
| Homes | Edats   | Dones |
| ----- | ------- | ----- |
| 0     | 95 o +  | 0     |
| 0     | 90 a 94 | 4     |
| 12    | 85 a 89 | 8     |
| 4     | 80 a 84 | 8     |
| 12    | 75 a 79 | 16    |
| 40    | 70 a 74 | 48    |
| 40    | 65 a 69 | 40    |
| 36    | 60 a 64 | 40    |
| 68    | 55 a 59 | 36    |
| 48    | 50 a 54 | 44    |
| 84    | 45 a 49 | 80    |
| 72    | 40 a 44 | 72    |
| 72    | 35 a 39 | 76    |
| 36    | 30 a 34 | 40    |
| 40    | 25 a 29 | 52    |
| 28    | 20 a 24 | 68    |
| 84    | 15 a 19 | 56    |
| 52    | 10 a 14 | 64    |
| 64    | 5 a 9   | 32    |
| 52    | 0 a 4   | 16    |

## Economia
El 2007 la població en edat de treballar era de 1.280 persones, 929 eren actives i 351 eren inactives. De les 929 persones actives 875 estaven ocupades (482 homes i 393 dones) i 53 estaven aturades (26 homes i 27 dones). De les 351 persones inactives 147 estaven jubilades, 89 estaven estudiant i 115 estaven classificades com a «altres inactius».

### Ingressos
El 2009 a Grignon hi havia 745 unitats fiscals que integraven 1.966 persones, la mediana anual d'ingressos fiscals per persona era de 18.370 €.

### Activitats econòmiques
Dels 73 establiments que hi havia el 2007, 2 eren d'empreses alimentàries, 1 d'una empresa de fabricació d'altres productes industrials, 26 d'empreses de construcció, 11 d'empreses de comerç i reparació d'automòbils, 3 d'empreses de transport, 4 d'empreses d'hostatgeria i restauració, 1 d'una empresa d'informació i comunicació, 2 d'empreses financeres, 4 d'empreses immobiliàries, 9 d'empreses de serveis, 6 d'entitats de l'administració pública i 4 d'empreses classificades com a «altres activitats de serveis».
Dels 23 establiments de servei als particulars que hi havia el 2009, 1 era un taller de reparació d'automòbils i de material agrícola, 3 paletes, 1 guixaire pintor, 5 fusteries, 4 lampisteries, 4 electricistes, 1 empresa de construcció, 2 perruqueries i 2 restaurants.
Els 2 establiments comercials que hi havia el 2009 eren fleques.
L'any 2000 a Grignon hi havia 6 explotacions agrícoles.

## Equipaments sanitaris i escolars
L'únic equipament sanitari que hi havia el 2009 era una farmàcia.
El 2009 hi havia 1 escola maternal i 1 escola elemental.

## Poblacions més properes
El següent diagrama mostra les poblacions més properes.